# Aster heliopsis
Aster heliopsis là một loài thực vật có hoa trong họ Cúc. Loài này được Griers. mô tả khoa học đầu tiên năm 1964.